# José Ignacio Saénz Marín
José Ignacio, właśc. José Ignacio Saénz Marín (ur. 28 września 1973 w Logroño) – piłkarz hiszpański grający na pozycji defensywnego pomocnika. W swojej karierze 2 razy wystąpił w reprezentacji Hiszpanii.

## Kariera klubowa
Karierę piłkarską José Ignacio rozpoczął w klubie CD Logroñés. W 1993 roku stał się zawodnikiem pierwszego zespołu Logroñés i 3 grudnia 1993 zadebiutował w Primera División w zremisowanym 2:2 wyjazdowym meczu z Barceloną. 19 lutego 1994 w meczu z Rayo Vallecano (1:1) strzelił pierwszego gola w Primera División. W Logroñés grał do końca sezonu 1994/1995.
W 1995 roku José Ignacio przeszedł z Logroñés do Valencii CF. Zadebiutował w niej 1 września 1995 w przegranym 0:3 wyjazdowym spotkaniu z Deportivo La Coruña. Zawodnikiem Valencii był przez 2 sezony i występował w niej w pierwszym składzie. W 1996 roku wywalczył z Valencią wicemistrzostwo Hiszpanii.
Latem 1997 roku José Ignacio odszedł z Valencii do Realu Saragossa. W Realu swoje pierwsze spotkanie rozegrał 30 sierpnia 1997 przeciwko Celcie Vigo. Real przegrał wówczas 1:2. Przez kolejne sezony był podstawowym zawodnikiem Realu. W 2001 roku zdobył z nim Puchar Króla. W Realu grał do końca sezonu 2001/2002.
W 2002 roku José Ignacio został piłkarzem Celty Vigo. Swój debiut w Celcie zanotował 15 września 2002 w zwycięskim 3:1 domowym meczu z Mallorką. Jesienią 2003 roku awansował z Celtą do fazy grupowej Ligi Mistrzów, ale wiosną 2004 klub spadł do Segunda División. W sezonie 2005/2006 José Ignacio ponownie grał w Logroñés, w którym zakończył karierę.
| Sezon   | Klub           | Kraj      | Rozgrywki        | Mecze | Bramki |
| ------- | -------------- | --------- | ---------------- | ----- | ------ |
| 1993/94 | CD Logroñés    | Hiszpania | Primera División | 19    | 1      |
| 1994/95 | CD Logroñés    | Hiszpania | Primera División | 29    | 1      |
| 1995/96 | Valencia CF    | Hiszpania | Primera División | 27    | 0      |
| 1996/97 | Valencia CF    | Hiszpania | Primera División | 34    | 1      |
| 1997/98 | Real Saragossa | Hiszpania | Primera División | 33    | 0      |
| 1998/99 | Real Saragossa | Hiszpania | Primera División | 32    | 1      |
| 1999/00 | Real Saragossa | Hiszpania | Primera División | 16    | 0      |
| 2000/01 | Real Saragossa | Hiszpania | Primera División | 34    | 6      |
| 2001/02 | Real Saragossa | Hiszpania | Primera División | 31    | 0      |
| 2002/03 | Celta Vigo     | Hiszpania | Primera División | 33    | 3      |
| 2003/04 | Celta Vigo     | Hiszpania | Primera División | 29    | 4      |
| 2004/05 | Celta Vigo     | Hiszpania | Segunda División | 11    | 1      |
| 2005/06 | CD Logroñés    | Hiszpania | Tercera División | 10    | 0      |

## Kariera reprezentacyjna
W reprezentacji Hiszpanii José Ignacio zadebiutował 5 września 2001 roku w wygranym 2:0 spotkaniu eliminacji do MŚ 2002 z Liechtensteinem. W kadrze Hiszpanii rozegrał łącznie 2 spotkania. W swojej karierze grał także w reprezentacji U-21 i U-23. Z tą drugą wystąpił w 1996 roku na Igrzyskach Olimpijskich w Atlancie.
| Mecze i gole w reprezentacji | Mecze i gole w reprezentacji | Mecze i gole w reprezentacji | Mecze i gole w reprezentacji | Mecze i gole w reprezentacji | Mecze i gole w reprezentacji | Mecze i gole w reprezentacji |
| #                            | Data                         | Stadion                      | Rywal                        | Wynik                        | Gol                          | Rozgrywki                    |
| 2001                         | 2001                         | 2001                         | 2001                         | 2001                         | 2001                         | 2001                         |
| ---------------------------- | ---------------------------- | ---------------------------- | ---------------------------- | ---------------------------- | ---------------------------- | ---------------------------- |
| 1.                           | 05.09.2001                   | Vaduz, Liechtenstein         | Liechtenstein                | 2:0                          | 0                            | el. MŚ 2002                  |
| 2.                           | 14.11.2001                   | Huelva, Hiszpania            | Meksyk                       | 1:0                          | 0                            | towarzyski                   |

## Sukcesy
- Puchar Króla (1)

Real Saragossa: 2001